# جانيت إف ويركر
جانيت إف ويركر (بالإنجليزية: Janet F. Werker)‏ باحثة في مجال علم النفس التنموي. وهي تبحث في أسس اكتساب لغة الرضع أحادية اللغة وثنائية اللغة عند الرضع في مركز دراسات الأطفال في جامعة كولومبيا البريطانية.